# Donga-Mantung
Le Donga-Mantung est un département du Cameroun situé dans la région du Nord-Ouest. Son chef-lieu est Nkambé.

## Organisation territoriale
Le département est découpé en 5 arrondissements et/ou communes :
- Ako
- Misaje
- Ndu
- Nkambé
- Nwa

## Personnalités liées
- Ngala Esther Ntala : Députée du départemen Donga Matung à l'Assemblée nationale depuis 2007.